# Gustaf Cygnæus
Gustaf Alexander Cygnaeus, född 24 december 1851 i Helsingfors, död 1 april 1907 i Åbo, var en finländsk journalist och lektor. 

## Biografi
Föräldrar var pastorn Per August Cygnæus och Augusta Beata Sofia Ringbom. Han blev filosofie kandidat 1873. Cygnaeus tog aktivt del i olika kultursträvanden i Åbo, dit han kom 1877 som lektor i latin. Åren 1895-1906 var han huvudredaktör för Åbo tidning. 
Sitt största intresse ägnade Cygnaeus åt den svenska teaterkonsten i Finland och understöddes här av sin hustru Mina Backlund-Cygnaeus. Han var brorson till Fredrik Cygnæus.